# Misao Okawa
Misao Okawa (japanska: 大川 ミサヲ; Ōkawa Misao), född 5 mars 1898 i Osaka, död där 1 april 2015, var en japansk kvinna som blev 117 år och 27 dagar gammal och var den verifierat äldsta japanen någonsin (om man bortser från Shigechiyo Izumi som antogs ha levt till en ålder av 120 år och 237 dagar som dock ifrågasatts) innan Nabi Tajima och Chiyo Miyako passerade om den 31 augusti 2017 respektive 29 maj 2018, den fjärde personen som blev minst 117 år gammal (om man inte räknar med amerikanskan Lucy Hannah som kan ha blivit 97 år gammal och inte 117[källa behövs]), den yngsta av hittills endast åtta personer som levt till minst 117 års ålder (samtliga kvinnor) och (innan 26 december 2016) den person som levt längst under tre århundraden.
Misao Okawa gifte sig 1919 med Yukio Okawa, som avled 36 år gammal 20 juni 1931, och fick två döttrar (varav en levde vid hennes död) och en son. Hon hade även 4 barnbarn och 6 barnbarns barn. Från 1997 bodde Okawa på ett äldreboende. Från 110 års ålder var hon rullstolsburen för att undvika fall. Enligt henne själv var orsaken till hennes långa liv att hon sovit mycket och ätit mycket sushi.
Okawa avled av hjärtsvikt klockan 6:58 lokal tid den 1 april (31 mars amerikansk tid) 2015 och var vid sin död Japans och världens äldsta levande kvinna från Koto Okubos död 12 januari 2013 och även äldsta levande person från Jiroemon Kimuras död 12 juni 2013. Världens äldsta levande person efter Okawas död blev amerikanskan Gertrude Weaver, som dock avled bara 6 dagar senare, och den äldsta levande japanen en anonym kvinna från Tokyo, född 15 mars 1900.